# Thủ hiến Singapore
Thủ hiến Singapore là người đứng đầu chính phủ của thuộc địa hải ngoại của Singapore cho đến khi bãi bỏ nó vào ngày 3 tháng 6 năm 1959 thay thế bởi vai trò của Thủ tướng Chính phủ. Bộ trưởng được bổ nhiệm bởi thống đốc Singapore. Thủ tướng là lãnh đạo đảng của đảng lớn nhất trong Hội đồng lập pháp.

## Danh sách thủ hiến
| Thủ hiến       | Bắt đầu nhiệm kỳ   | Kết thúc nhiệm kỳ  | Đảng phái    |
| -------------- | ------------------ | ------------------ | ------------ |
| David Marshall | 6 tháng 4 năm 1955 | 7 tháng 6 năm 1956 | Labour Front |
| Lâm Hữu Phúc   | 7 tháng 6 năm 1956 | 3 tháng 6 năm 1959 | Labour Front |